# Distrikt Ñahuimpuquio
Der Distrikt Ñahuimpuquio liegt in der Provinz Tayacaja in der Region Huancavelica im Südwesten von Zentral-Peru. Der Distrikt wurde am 6. November 1903 gegründet. Er besitzt eine Fläche von 66,4 km². Beim Zensus 2017 wurden 1549 Einwohner gezählt. Im Jahr 1993 lag die Einwohnerzahl bei 2593, im Jahr 2007 bei 2175. Sitz der Distriktverwaltung ist die 3630 m hoch gelegene Ortschaft Ñahuimpuquio mit 702 Einwohnern (Stand 2017). Ñahuimpuquio befindet sich 23 km westnordwestlich der Provinzhauptstadt Pampas.

## Geographische Lage
Der Distrikt Ñahuimpuquio liegt am Westrand der peruanischen Zentralkordillere im äußersten Südwesten der Provinz Tayacaja. Im Westen und im Südwesten wird der Distrikt vom Río Mantaro begrenzt.
Der Distrikt Ñahuimpuquio grenzt im Westen und im Nordwesten an die Distrikte Colca und Cullhuas (beide in der Provinz Huancayo), im Nordosten an den Distrikt Pazos, im Südosten an den Distrikt Acostambo sowie im Südwesten an den Distrikt Pilchaca (Provinz Huancavelica).

## Ortschaften
Im Distrikt gibt es neben dem Hauptort folgende größere Ortschaften:
- Imperial (464 Einwohner)